# Lorenz Piehl
Lorenz Piehl (* 1989 in Magdeburg) ist ein deutscher Filmregisseur und Drehbuchautor. 

## Leben
Piehl wurde in Magdeburg geboren und war Schüler des Internats Klosterschule Roßleben. Von 2009 bis 2012 absolvierte Lorenz Piehl eine Ausbildung zum Mediengestalter Bild und Ton in Leipzig. Anschließend studierte er das Fach „Regie Szenischer Film“ an der Filmakademie Baden-Württemberg in Ludwigsburg und erhielt 2020 seinen Abschluss. Er lebt in Leipzig.

## Werk
Lorenz Piehls Kurzfilm Escaping Damascus, ein Kammerspiel über Flüchtende, die versuchen aus Syrien zu entkommen, wurde bei den 48. Internationalen Hofer Filmtagen 2014 gezeigt. Die Stimmung des Films wird besonders geprägt durch die Besetzung sämtlicher Rollen durch Schauspieler mit eigener Fluchterfahrung. Einige der Schauspieler trafen sich zum ersten Mal nach ihrer gemeinsamen Flucht am Set des Films in Deutschland wieder.
Der Kurzfilm Guy (2016) handelt von der Faszination eines jungen Rockmusikers, für den „Klub 27“, dessen Mitglieder allesamt berühmte Musiker der Rockszene waren und im Alter von 27 verstorben sind. Für diesen Film arbeitete Lorenz Piehl mit Musikern zusammen, die dann als Laienschauspieler die Figuren im Film verkörperten. Zusammen haben sie eine Vinyl Platte, mit eigens für den Film geschriebenen Songs, produziert.
Zorn dem Volke ist ein One-Shot Politthriller mit besonderem Kamerakonzept. Die Hauptfigur Nikolai ist stets Zentrum des Bildes, wodurch die Handlung oft nur über seine Reaktionen und den Ton dargestellt wird. Neben vielen weiteren Screenings wurde der Film 2017 auch auf dem renommierten Festival Camerimage in Polen gezeigt.

## Filmografie (Auswahl)
- 2013: 300 m/s (Regisseur und Drehbuchautor)
- 2014: Escaping Damascus (Regisseur und Drehbuchautor)
- 2015: Ratten im Hamsterrad (Regisseur und Drehbuchautor)
- 2016: Guy (Regisseur und Drehbuchautor)
- 2017: Zorn dem Volke (Wrath of the people, Regisseur und Drehbuchautor)
- 2021: Waid (Regisseur)

## Auszeichnungen (Auswahl)
- 2016: Best Student Short für Guy auf dem 1st Bellingham Music Film Festival[7]
- 2016: Caligari Förderpreis für Zorn dem Volke[8]
- 2018: Best Short Fiction für Zorn dem Volke auf dem 7th Festival de Cine Sabado[9]
- 2018: Filmsalat Förderpreis für Zorn dem Volke[10]
- 2019: Caligari Förderpreis für Kaĝo[11]
- 2021: Prädikat besonders wertvoll für Waid[12]